# Château de Cadreils
Le château de Cadreils est un château situé à Berrac (Gers), non loin de la commune de Saint-Martin-de-Goyne, entre Lectoure et Condom.

## Histoire
Le château actuel a été construit à la fin du XVIIe siècle par les seigneurs de Berrac de Cadreils, sur les bases d’un bâtiment daté du XVe siècle et correspondant à un pavillon trapu à deux étages au nord et à la tour ronde de l’angle nord-ouest. Le corps quadrangulaire ouest, la tour carrée du sud-ouest et les ailes ont été rajoutées ultérieurement. Il n’est donc pas facile de déterminer si ce premier bâtiment était un château de type gascon, mais cela reste une possibilité.
Un pigeonnier date de 1690. Une galerie a été construite en 1689 (date inscrite) et l'intérieur du château a été restauré, notamment l'escalier. L’élévation et les toitures sont inscrites aux monuments historiques depuis 1973.
Cette propriété étant privée, le château ne se visite pas. Il est la propriété de la famille Gayet.
Durant la Seconde Guerre mondiale, les habitants de la commune de Saint-Louis (Haut Rhin) ont été évacués à Lectoure ou dans les environs. Dans ce contexte, certains réfugiés ont été abrités dans cette demeure. 

## Architecture
Le château s’organise à partir d’un corps principal quadrangulaire, auquel se raccordent vers l’est des bâtiments annexes délimitant une cour, fermée à l’est par un mur sur une dénivellation d’environ cinq mètres. La façade principale, à l’ouest, est flanquée au nord d’une tour ronde, au sud d’une tour carrée en légère saillie. À un étage sur rez-de-chaussée, marqué par une moulure simple, elle présente des grandes fenêtres de style classique sur trois travées. 
Bien que datée de la fin du XVIIe siècle, la construction demeure d’une austérité encore médiévale (sans vocation militaire ou défensive, le château était cependant entouré de douves), seulement animée par des baies à meneaux et des fenêtres classiques. Le côté nord présente un ensemble de constructions disparates. La façade méridionale offre en revanche une galerie au premier étage, formée de quatre arcades à arcs en anse de panier, bordées d’un garde-corps à balustres en double poire. Avec la présence au centre de la façade d’un fronton triangulaire d’une modénature soignée, on s’attendrait à ce que la galerie s’étende sur toute la longueur de la façade dans le respect de la symétrie (trois arcades de part et d’autre de l’arcade centrale). Au lieu de cela, le mur nu se poursuit vers l’est, percé à gauche d’une grande baie à meneaux, et à droite d’une fenêtre étroite. Le rez-de chaussée présente quelques ouvertures sans décoration particulière.
Le château comporte également :
- un bel  escalier intérieur restauré, escalier tournant à retours avec jour ;
- des douves sèches à l'ouest franchissant un pont dormant avec décor de boules de lavande ;
- un portail sud portant la date de 1689 sur la clef de son arc et possédant de jolis vantaux décorés de caissons ;
- un pigeonnier type « pied de mulet » portant la date de 1690 sur son arcade ;
- une fontaine[5] dans l'allée montant au château.